# M4 (Ungern)

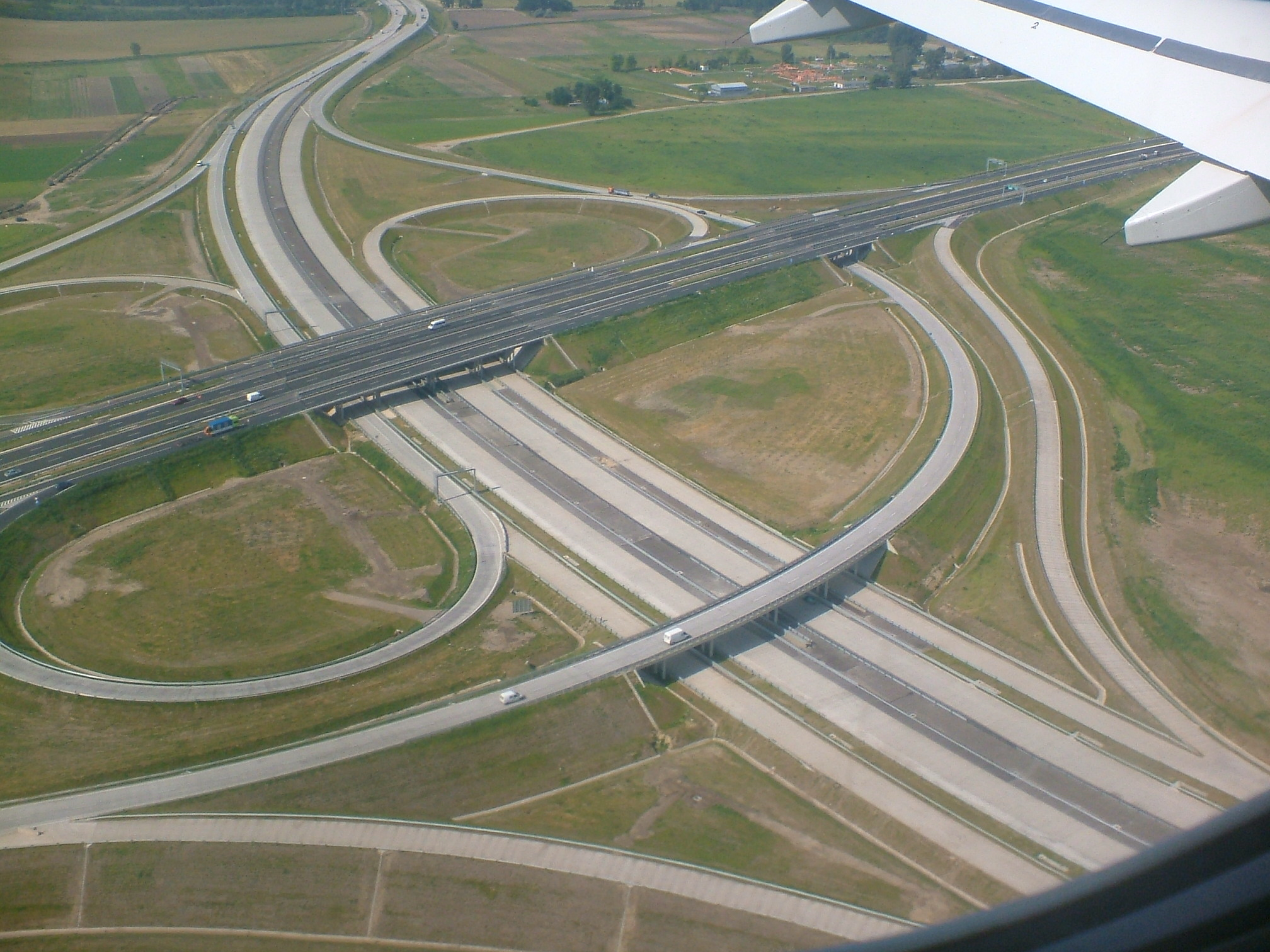
Motorvägskorsning M4-M0 vid Üllő.

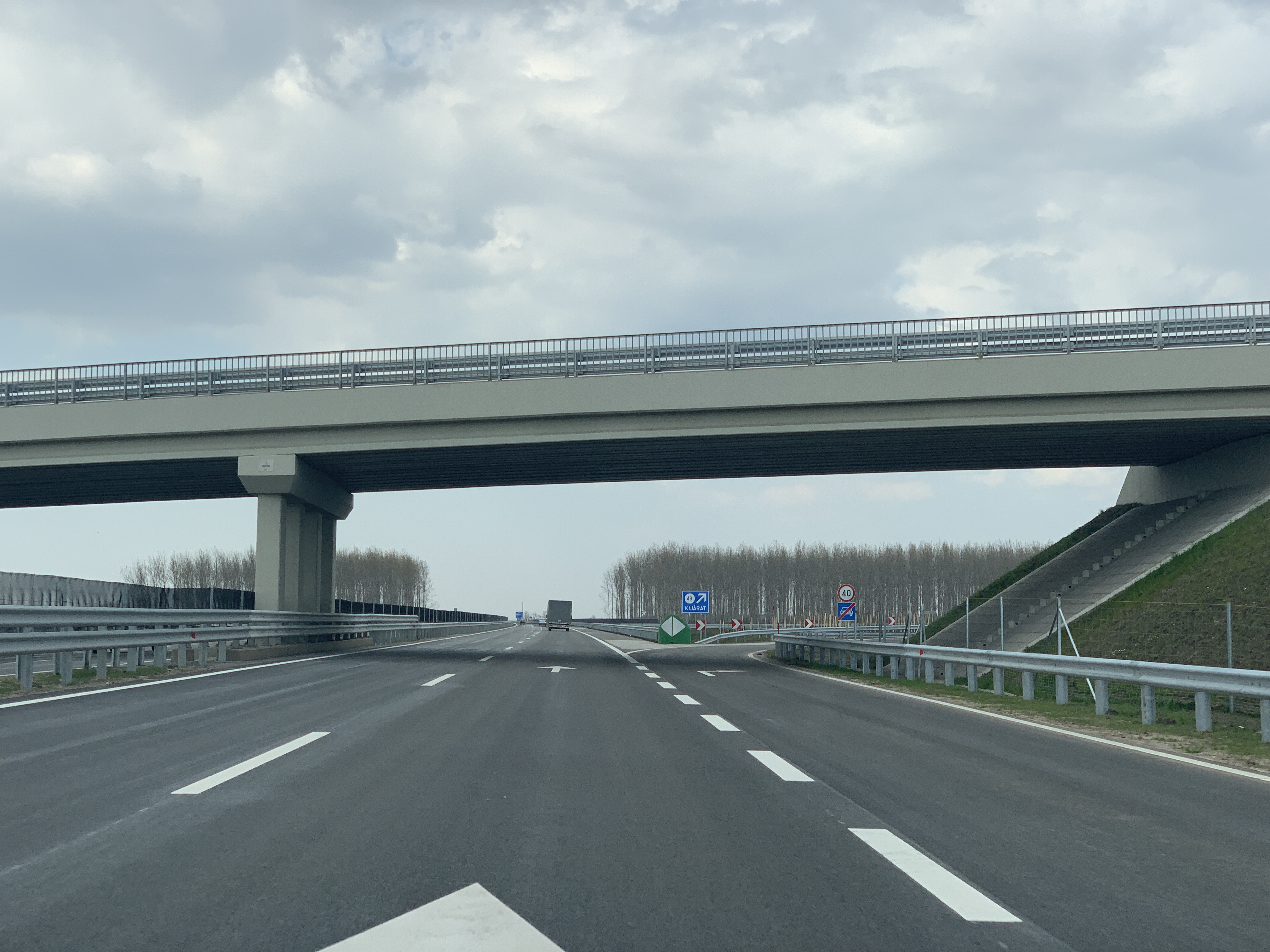
M4 nord om Albertirsa.

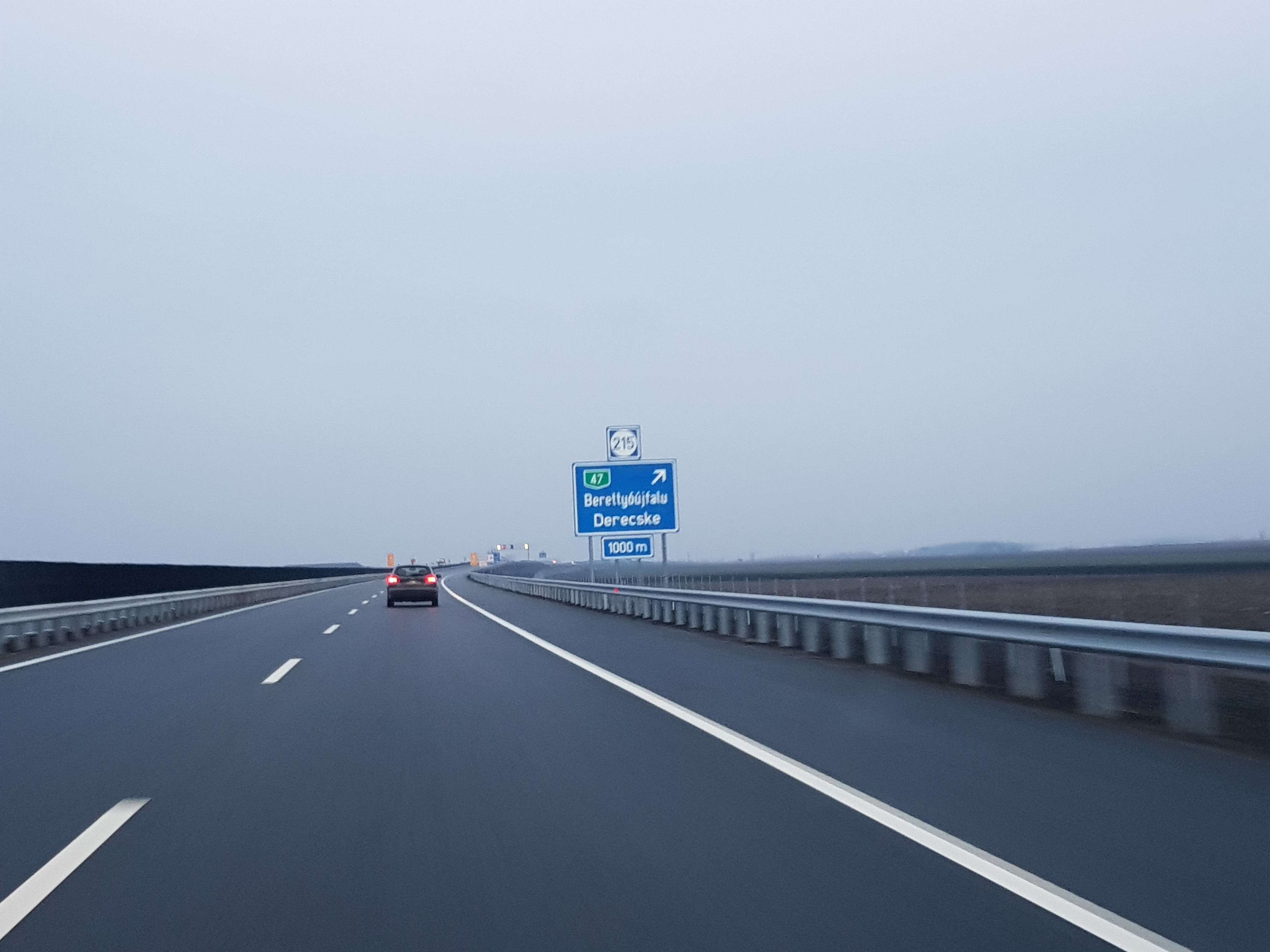
M4 vid Derecske.

M4 är en motortrafikled i Ungern som går mellan Budapest och Nagykereki. Den planeras byggas ut till gränsen mot Rumänien.

## Europavägsavsnitt
- E 60 Motorvägskorsning M0 - Rumänien
- E 79 Motorvägskorsning M35 - Rumänien.

## Trafikplatser
|                                                           | Km                                                                           | Skyltning                                                      |
| --------------------------------------------------------- | ---------------------------------------------------------------------------- | -------------------------------------------------------------- |
| Motortrafikled Budapest–Berettyóújfalu (M35)              |                                                                              |                                                                |
| Trafikplats                                               | 21                                                                           | Ferenc Liszts flygplats                                        |
| Trafikplats                                               | 24-25                                                                        | Vecsés / Ecser                                                 |
| Trafikplats                                               | Motorvägsring runt Budapest Győr (AT), Szeged (SRB), Gyál / Nyíregyháza (UA) |                                                                |
| Trafikplats                                               | 30                                                                           | Gyömrő / Üllő                                                  |
| Trafikplats                                               | 35                                                                           | Péteri / Monor                                                 |
| Trafikplats                                               | 41                                                                           | Gomba / Monor kelet                                            |
| Trafikplats                                               | 49                                                                           | Pilis, Monorierdő / Káva                                       |
| Rastplats                                                 | 52                                                                           | Gerje pihenőhely                                               |
| Trafikplats                                               | 56                                                                           | Albertirsa, Dabas                                              |
| Trafikplats                                               | 63                                                                           | Cegédbercel                                                    |
| Trafikplats                                               | 66                                                                           | Cegléd-Öregszőlő                                               |
| Rastplats                                                 | 69                                                                           | Ceglédi pihenőhely                                             |
| Trafikplats                                               | 73                                                                           | Nagykáta / Cegléd                                              |
| Trafikplats                                               | 81                                                                           | Abony                                                          |
| Rastplats                                                 | 85                                                                           | Abonyi pihenőhely                                              |
| Trafikplats                                               | 89                                                                           | Újszász / Abony észak                                          |
| Trafikplats                                               | 93                                                                           | Abony kelet, Szolnok nyugat                                    |
|                                                           |                                                                              | Pest megye / Jász-Nagykun-Szolnok megye                        |
| Rastplats                                                 | 99                                                                           | Szolnoki pihenőhely                                            |
| Trafikplats                                               | Jászberény / Szolnok észak                                                   |                                                                |
| Bro                                                       | 101                                                                          | Zagyva                                                         |
| Trafikplats                                               | 106                                                                          | Besenyszög / Szolnok kelet                                     |
| Rastplats                                                 | 112                                                                          | Berek-éri pihenőhely                                           |
| Bro                                                       | 115                                                                          | Tisza                                                          |
| Trafikplats                                               | 117                                                                          | Törökszentmiklós nyugat / Szajol                               |
| Trafikplats                                               | 125                                                                          | (proj.) Törökszentmiklós kelet                                 |
| Trafikplats                                               | 133                                                                          | (proj.) Fegyvernek / Örményes                                  |
| Trafikplats                                               | 145                                                                          | (proj.) Kenderes / Kisújszállás nyugat                         |
| Trafikplats                                               | 154                                                                          | (proj.) Kisújszállás kelet                                     |
| Rastplats                                                 | 160                                                                          | (proj.) pihenőhely                                             |
| Trafikplats                                               | 165                                                                          | (proj.) Karcag / Füzesgyarmat                                  |
|                                                           |                                                                              | (proj.) Jász-Nagykun-Szolnok megye / Hajdú-Bihar megye         |
| Trafikplats                                               | 180                                                                          | (proj.) Püspökladány / Báránd                                  |
| Rastplats                                                 | (proj.) Püspökladányi pihenőhely                                             |                                                                |
| Trafikplats                                               | 190                                                                          | (proj.) Kaba                                                   |
| Rastplats                                                 | 197                                                                          | (proj.) pihenőhely                                             |
| Trafikplats                                               | 202                                                                          | (proj.) Hajdúszovát / Földes                                   |
| Rastplats                                                 | 208                                                                          | (proj.) pihenőhely                                             |
| Motorväg Berettyóújfalu (M35)–Nagykereki (Gränsövrergång) |                                                                              |                                                                |
| Trafikplats                                               | 210                                                                          | Budapest, Debrecen                                             |
| Trafikplats                                               | 215                                                                          | Derecske / Berettyóújfalu                                      |
| Rastplats                                                 | 220                                                                          | Körtvélyesi pihenőhely                                         |
| Trafikplats                                               | 227                                                                          | Váncsod / Gáborján                                             |
|                                                           | 230                                                                          | Tengelysúlymérő állomás                                        |
| Trafikplats                                               | 237                                                                          | Pocsaj / Biharkeresztes, Nagykereki                            |
| Bro                                                       |                                                                              | Dusnok-patak feletti felüljáró (376,4 m)                       |
| Gränsövrergång                                            | 242                                                                          | Gränsövrergång Nagykereki (H) – Borș II (RO) → Rumänien Oradea |